# ماجد (فلم)
ماجد هو فيلم مغربي من إخراج نسيم عباسي سنة 2011، وبطولة كل من إبراهيم البقالي، لطفي صابر، وسيم الزيدي، عبد الله العمراني، عبد الرحيم التونسي، وآخرون.

## القصة
يحكي الفيلم قصة فتى يتيم في العاشرة من عمره يدعى «ماجد»، يعيش في منطقة المحمدية، ولا يتذكر ملامح وجهي والديه اللذين توفيا في حريق، يعتني به شقيقه الذي يحلم بالسفر إلى النرويج، بينما يخبره بإمكانية وجود صور للوالدين عند الجيران السابقين، الذين يعيشون في الدارالبيضاء، وبصحبة صديقه «العربي»، يقرر «ماجد» فعل المستحيل من أجل الحصول على هذه الصور.

## جوائز
حصل الفيلم على العديد من الجوائز وطنيا ودوليا، منها جائزة أفضل فيلم طويل للأطفال بالمهرجان الدولي لفيلم الشباب والطفولة بسوسة التونسية، إضافة إلى حصول بطلي الفيلم، الطفلان إبراهيم البقالي ولطفي صابر، على جائزة أحسن ممثل بالجزائر. كما أن الفيلم حقق نجاحات لافتة في مهرجانات أخرى، حيث استحق جائزة أحسن سيناريو في المهرجان الوطني للفيلم المغربي بطنجة سنة 2011، وجائزة «الصقر الفضي» بمهرجان الفيلم العربي بروتردام بهولندا، إضافة إلى تنويه خاص من لجنة تحكيم المهرجان الدولي للفيلم 'سيني كيد' بمدينة أمستردام.
كما حصد الفيلم جائزة أحسن طفل ممثل بمهرجان الفيلم الدولي «سوفا»، في جمهورية جزر الفيجي، وكانت الجائزة من نصيب بطل الفيلم الطفل إبراهيم البقالي، في إطار الدورة الرابعة للمهرجان التي عرفت مشاركة 150 فيلما بين الطويل والقصير.

## روابط خارجية
- مقالات تستعمل روابط فنية بلا صلة مع ويكي بيانات
- الفيلم على موقع africultures.com